# یواس‌ان‌اس میشن سن رافائل (تی-ای‌او-۱۳۰)
یواس‌ان‌اس میشن سن رافائل (تی-ای‌او-۱۳۰) (به انگلیسی: USNS Mission San Rafael (T-AO-130)) یک کشتی بود که طول آن ۵۲۴ فوت (۱۶۰ متر) بود. این کشتی در سال ۱۹۴۳ ساخته شد.